# ليونيد بورياك
ليونيد بورياك (مواليد 10 يوليو 1953) هو لاعب كرة قدم. لعب مع منتخب الاتحاد السوفيتي لكرة القدم. سبق له أن لعب في كأس العالم لكرة القدم مع منتخب بلاده.

## روابط خارجية
- ليونيد بورياك على موقع الاتحاد الدولي (مؤرشف)  (الإنجليزية)
- ليونيد بورياك على موقع الاتحاد الأوربي (الإنجليزية)
- ليونيد بورياك على موقع قاعدة بيانات كرة القدم.إي يو (الإنجليزية)
- ليونيد بورياك على موقع ناشيونال فوتبول تيمز (الإنجليزية)
- ليونيد بورياك على موقع أوليمبيديا (الإنجليزية)